# Route P66 (Ukraine)
L'autoroute R66 (en ukrainien : P66) est une voie d'importance régionale en Ukraine dont la longueur totale est de 218 km. Elle traverse le territoire de la région de Louhansk par Demino-Oleksandrivka (uk) — Troïtske — Nyjnia Douvanka — Svatove — Kreminna — Roubijné — Sievierodonetsk — Lyssytchansk — Hirske — Oleksandrivsk — Louhansk.

## Tracé
L’autoroute traverse les localités suivantes: 
| Autoroute R 66                                  |                                              |
| Oblast de Louhansk                              |                                              |
| Raïon de Svatove                                |                                              |
| Raïon de Svativsky                              |                                              |
| Demino-Oleksandrivka (uk)                       | Poste frontière avec la Russie.              |
| Demino-Alexandrovka (uk)                        |                                              |
| Lantrativka (raïon de Svatovsky) (uk)           |                                              |
| Troïtske                                        | Autoroute T 1313 (uk)                        |
| Anoshkine (uk)                                  |                                              |
| Pokrovske (raïon de Svativsky) (uk)             |                                              |
| Communauté territoriale de Nizhnyoduvanska (uk) |                                              |
| Novonikanorivka (uk)                            |                                              |
| Nyjnia Douvanka                                 |                                              |
| Communauté urbaine de Svativska (uk)            |                                              |
| Gontchattivka (raïon de Svativsky) (uk)         |                                              |
| Svatove                                         | Autoroute H 26 (uk) et Autoroute T 1307 (uk) |
| Raïon de Sievierodonetsk                        |                                              |
| Communauté urbaine de Kreminna (uk)             |                                              |
| Tchervonopopivka (uk)                           |                                              |
| Peschanoe (raïon de Sievierodonetsk) (uk)       |                                              |
| Zhitlivka (uk)                                  |                                              |
| Kreminna                                        |                                              |
| Stara Krasnyanka (uk)                           |                                              |
| Communauté urbaine de Roubijné (uk)             |                                              |
| Roubijné                                        | Autoroute T 1302 (uk)                        |
| Communauté urbaine de Sievierodonetsk (uk)      |                                              |
| Sievierodonetsk                                 | Autoroute T 1306 (uk)                        |
| Communauté urbaine de Lyssytchansk (uk)         |                                              |
| Lyssytchansk                                    |                                              |
| Bila Gora (raïon de Sievierodonetsk) (uk)       |                                              |
| Communauté urbaine de Hirske (uk)               |                                              |
| Hirske                                          |                                              |
| Orikhove (raïon de Sievierodonetsk) (uk)        | Autoroute T 1316 (uk)                        |
| Novotoshkivske (uk)                             |                                              |
| Raïon de Slovianoserbsky (uk)                   |                                              |
| Zholobok (raïon de Sievierodonetsk) (uk)        |                                              |
|                                                 | Autoroute T 1317 (uk)                        |
|                                                 | Autoroute T 1315 (uk)                        |
| Oleksandrivsk                                   |                                              |
| Louhansk                                        |                                              |

## Au cours de l'invasion russe en 2022-2023
À partir de l'automne 2022, et la poursuite de l'invasion de l'Ukraine, la route prend une importance stratégique pour les deux camps, constituant la ligne de front au nord de Kreminna, à la suite de la contre-offensive ukrainienne dans la région de Kharkiv. Elle est prise puis perdue à plusieurs reprises par l'Ukraine et par la Russie, du fait de son importance en tant qu'axe de transport et de ravitaillement.